# Це трапляється лише з іншими
«Це трапляється лише з іншими» («Ça n'arrive qu'aux autres») — французька кінодрама 1971 року, знята режисером Надін Трентіньян, з Катрін Денев і Марчелло Мастроянні.

## Сюжет
Кетрін та Марчелло втратили свою дочку, якій було лише 9 місяців. Дитина померла від рідкісної хвороби, і пара замикається від світу у своїй квартирі. Вони мають глибоку жалобу, і вони удвох згадують щасливі часи, коли дочка була все ще жива. Фільм заснований на особистому досвіді Надін Трентіньян.

## У ролях
- Катрін Денев: Катрін
- Марчелло Мастроянні: Марчелло
- Серж Маркан: брат Катрін
- Домінік Лабур'є: Маргарита
- Даніель Лебрен: Софі
- Катрін Аллегре: молода жінка
- Марк Ейро: епізод
- Шарль Жерар: епізод
- Марі Трінтіньян: маленька дівчинка
- Бенуа Ферре: хлопчик

## Знімальна група
- Режисер: Надін Трентіньян
- Сценарист: Надін Трентіньян
- Оператор: Вільям Любчанскі
- Композитор: Мішель Полнарефф
- Продюсер: Клод Піното